# Enrique de Mendoza
Enrique de Mendoza (Guadalajara, c. 1576 – c. 1628), escritor, fraile agustino y predicador real.
Era hijo, muy posiblemente ilegítimo, de Bernardino de Mendoza, V conde de Coruña.
Ingresó a la Orden de San Agustín y emitió la profesión religiosa el 15 de abril de 1592 en el colegio de San Agustín de Alcalá. El provincial de Castilla, además, le concedió el título de maestro en Teología. También fue predicador real, y el 22 de septiembre de 1611 celebró las excequias de la reina Margarita de Austria-Estiria, esposa de Felipe III, en la ciudad de Guadalajara.
Escribió El privado cristiano, libro que dedicó a Gaspar de Guzmán, el célebre conde-duque de Olivares. Esta obra, redactada a modo de tratado filosófico-político, presenta a un Antenodoro Polanco ofreciendo una serie de normas, principios y consejos sobre la privanza a su amigo Patricio. 
Murió cerca de 1628.